# Cantón de Bourg-Saint-Maurice
El cantón de Bourg-Saint-Maurice (en francés canton de Bourg-Saint-Maurice) es una división administrativa francesa del departamento de Saboya, en la región de Auvernia-Ródano-Alpes. La cabecera (bureau centralisateur en francés) está en Bourg-Saint-Maurice.

## Historia
Fue creado en 1860 cuando el territorio de Saboya fue anexado a Francia. Sufrió una redistribución comunal con cambios en los límites territoriales al aplicar el decreto n.º 2014-272 del 27 de febrero de 2014 que entró en vigor en el momento de la primera renovación general de asamblearios departamentales después de dicho decreto, en marzo de 2015.

## Composición
- Aime-la-Plagne
- Bourg-Saint-Maurice
- La Plagne-Tarentaise
- Landry
- Les Chapelles
- Montvalezan
- Peisey-Nancroix
- Sainte-Foy-Tarentaise
- Séez
- Tignes
- Val-d'Isère
- Villaroger